# Pauline Metternichová
Paulina Klementina Metternichová, rozená hraběnka Sándorová ze Slawnitze, (25. února 1836, Vídeň – 28. září 1921, Vídeň) byla přední vídeňská a pařížská aristokratka proslulá svým šarmem a elegancí, významná propagátorka díla Richarda Wagnera a Bedřicha Smetany v zahraničí.

## Život
Kněžna Paulina Metternichová se narodila do uherské hraběcí rodiny Sándorů ze Slawnitze. Její otec Moritz Sándor byl v celém rakouském císařství proslulý milovník koní přezdívaný „bláznivý jezdec“ a matka Leontina byla dcerou rakouského kancléře Metternicha, u nějž Pauline strávila velkou část svého dětství.
Roku 1856 uzavřela sňatek s knížetem Richardem Metternichem, synem kancléře Metternicha (byli tak nejen manželé, ale i strýc a neteř). Manželství bylo velmi harmonické (i přes občasné milostné zálety knížete) a vzešly z něj tři dcery, Sophie, Pascalina a Clementina. Kněžna Paulina doprovázela svého chotě, který byl rakouským diplomatem, na jeho misijní pobyty nejprve na saský královský dvůr v Drážďanech, později na císařský dvůr do Paříže, kde strávili téměř jedenáct let (1859–1870). Zde se kněžna Paulina spřátelila s francouzskou císařovnou Evženií a stala se její nejbližší důvěrnicí. Naopak s rakouskou císařovnou Alžbětou (Sisi) se neměla příliš v lásce. Okatě přebírala povinnosti císařovny jako dobročinnost. Pořádala slavnosti, jejichž výtěžek byl věnován na dobročinné účely, zatímco císařovna Alžběta provozovala dobročinnost nenápadně a beze vší pompy a lesku. Kněžna ve Vídni také představovala módní ikonu. Co měla Pauline Metternich některého večera na sobě, to druhý večer měly i ostatní dámy. Milovala výrazné líčení (v tehdejší době ne zcela obvyklé, používané spíše lehkými ženami), kdežto císařovna Alžběta milující přirozenost to odsuzovala a vysmívala se kněžně ve svých neumělých básních.
Kněžna byla zapálenou příznivkyní kultury a milovala společenský život.

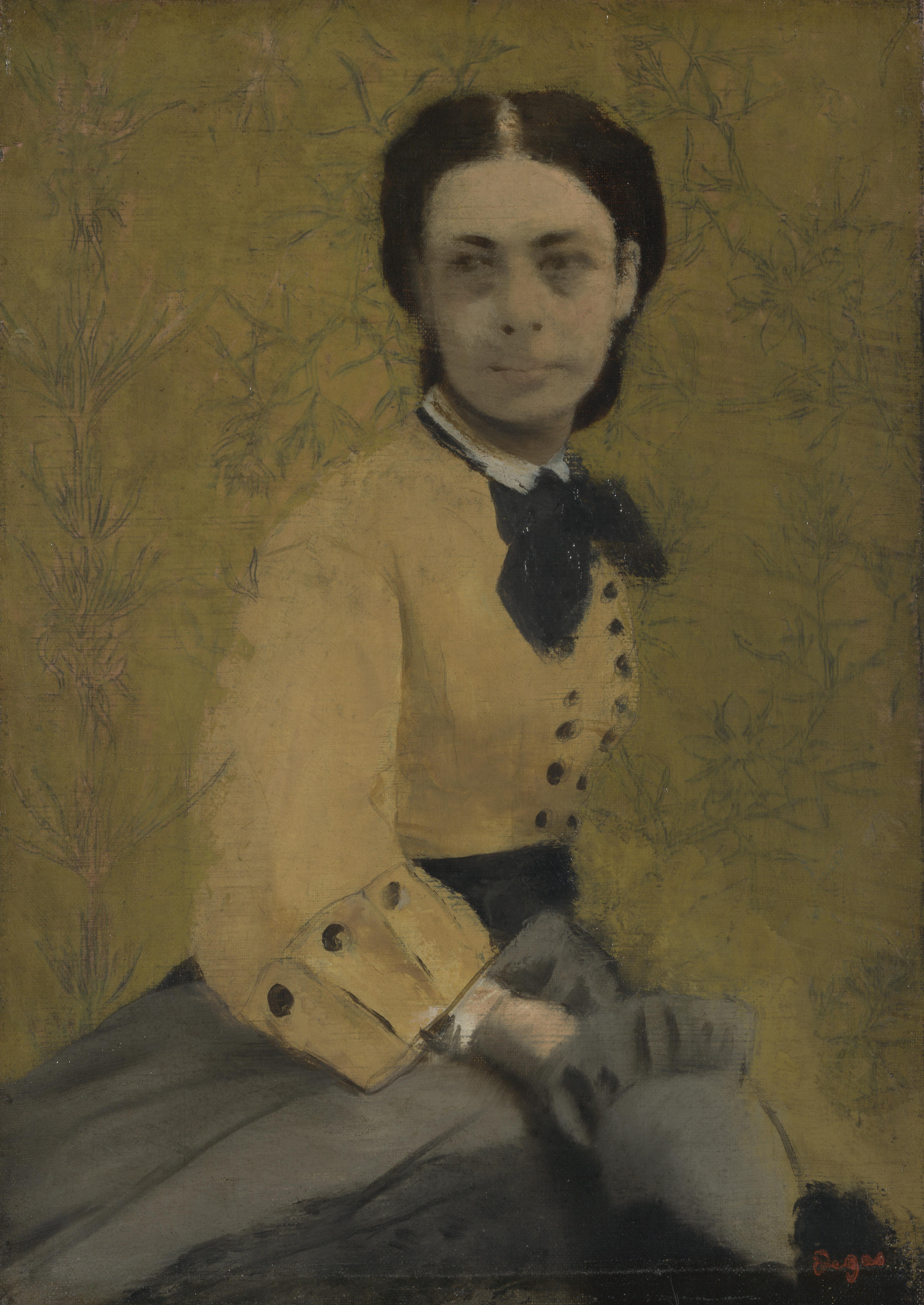
Portrét Paulliny de Metternich, Edgar Degas (1860)

Jak ve Vídni, tak v Paříži určovala módní trendy a vkus. Do Paříže a později do Čech (pobývala často na zámku Plasy u Plzně) přinesla tehdy téměř neznámý sport – bruslení. Propagovala kouření doutníků a dýmek v čistě dámské společnosti. Dopisovala si s hudebními skladateli (např. s Wagnerem, Lisztem, Gounodem, Saint-Saënsem a jinými), se spisovateli (s Prosperem Mérimée či Alexandrem Dumasem st.). Za metternišského působení v Paříži se stala propagátorkou děl Richarda Wagnera a později i Bedřicha Smetany. Jako patronátní paní kostela svatého Petra a Pavla v Kralovicích, nechala v roce 1889 uložit zanedbané mumie Gryspeků do nových dubových rakví se skleněnými víky. Gryspekové byly okradeni o své původní cínové rakve v roce 1668, když je opat plaského kláštera nechal vzít na výrobu varhan.
Jako dítě byla svědkem revoluce v roce 1848 ve Vídni. Později zažila počátek francouzské občanské války v roce 1870. Dokonce doprovázela císařovnu Evženii na její cestě do exilu ve Velké Británii.
Zemřela roku 1921 ve Vídni. Byla svědkem slávy i pádu francouzského i rakouského císařství a v prvních letech po první světové válce se stala živoucím symbolem dvou ztracených světů.
Její nejznámější portrét vytvořil francouzský impresionistický malíř Edgar Degas. Dílo se dnes nachází v National Gallery v Londýně. Maloval ji i známý portrétista Franz Xaver Winterhalter.

## Význam
Paulina Metternichová byla přední kulturní mecenáškou své doby. Přátelila se se skladateli Richardem Wagnerem (věnoval jí jednu svou klavírní skladbu) i Ferencem Lisztem a finančně je podporovala. Byla to ona, kdo prosadil premiérové uvedení Wagnerovy opery Tannhäuser v Paříži v roce 1861. Produkce skončila neúspěchem a pařížské fiasko Tannhäusera vstoupilo do dějin opery jako jeden z největších hudebních skandálů 19. století. Nadále však Wagnera podporovala. Mezi její chráněnce patřil skladatel Bedřich Smetana. V 90. letech 19. století marně usilovala o uvedení Smetanovy Prodané nevěsty v Paříži.
Díky svým častým pobytům mezi Paříží a Vídní působila kněžna Metternichová jako významný kulturní transmiter mezi těmito dvěma společnostmi (ať už šlo o hudbu, sport či politické názory, o něž se kněžna živě zajímala).
Napsala dvě knihy pamětí, německy Gesehenes, geschehenes, erlebtes, knihu o svém dětství (mj. o svém dědečkovi kancléři Metternichovi) a francouzsky Éclairs du passé, v nichž vzpomíná na francouzský císařský dvůr. Obě vyšly posmrtně na počátku 20. let 20. století.

## Dílo
- Feuerwerk. Das Paris Napoleon III. Amalthea Verlag, Wien 1989, ISBN 3-85002-113-0.
- Erinnerungen. Ueberreuter, Wien 1988, ISBN 3-8000-3263-5.